# Collierville
Collierville – miasto w Stanach Zjednoczonych, w stanie Tennessee, w hrabstwie Shelby.